# Elateropsis
Elateropsis is een kevergeslacht uit de familie van de boktorren (Cerambycidae). De wetenschappelijke naam van het geslacht werd voor het eerst geldig gepubliceerd in 1862 door Chevrolat.

## Soorten
Elateropsis omvat de volgende soorten:
- Elateropsis antennatus Galileo & Martins, 1994
- Elateropsis bahamicus Galileo & Martins, 1994
- Elateropsis caymanensis Fisher, 1941
- Elateropsis ebeninus Chevrolat, 1862
- Elateropsis fellerae (Chemsak, 1983)
- Elateropsis femoratus (Sallé, 1855)
- Elateropsis foliaceus Galileo & Martins, 1994
- Elateropsis fulvipes (Chevrolat, 1838)
- Elateropsis julio Lingafelter & Micheli, 2004
- Elateropsis lineatus (Linnaeus, 1758)
- Elateropsis nigricornis (Fisher, 1941)
- Elateropsis nigripes (Fisher, 1941)
- Elateropsis peregrinus Galileo & Martins, 1994
- Elateropsis quinquenotatus Chevrolat, 1862
- Elateropsis reticulatus Gahan, 1890
- Elateropsis rugosus Gahan, 1890
- Elateropsis scabrosus Gahan, 1890
- Elateropsis sericeiventris Chevrolat, 1862
- Elateropsis trimarginatus (Cazier & Lacey, 1952)